# Kees Neisingh
Cornelius Nicolaas Jacobus (Kees) Neisingh (Groningen, 4 september 1944) is een Nederlands generaal-majoor b.d. Hij was van 29 januari 1999 tot 4 januari 2004 bevelhebber der Koninklijke Marechaussee/Commandant der Koninklijke Marechaussee, tevens was hij Gouverneur der Residentie.

## Carrière

### Opleiding
Neisingh werd op 4 september 1944 in Groningen geboren. Hij doorliep te ‘s-Gravenhage het Gymnasium Haganum en behaalde in 1964 het diploma Gymnasium-β. Vervolgens vervulde hij zijn militaire dienstplicht bij de Koninklijke Luchtmacht. Hij werd opgeleid tot reserve-officier grondverdediging en was werkzaam als instructeur. Hierna werd hij geplaatst op de Vliegbasis Ypenburg, waar hij zijn 24 maanden dienstplicht afsloot als tweede-luitenant.
Hij meldde zich als cadet aan voor de opleiding tot beroepsofficier aan de Koninklijke Militaire Academie te Breda. Hij voltooide de opleiding in de Sociaal-Economische studierichting aan de Koninklijke Militaire Academie, waarna hij in 1969 wederom werd benoemd tot officier van de Koninklijke Luchtmacht.
In 1977 volgde hij de cursus Stafdienst aan de Hogere Krijgsschool. Van 1981 tot 1983 studeerde hij rechten aan de Universiteit van Amsterdam in het kader van de Hogere Juridische Vorming voor officieren van de Koninklijke Marechaussee. Aan het Instituut voor Defensieleergangen volgde hij de cursus Topmanagement Defensie.

### Koninklijke Luchtmacht
Na een tewerkstelling als instructeur bij de reserve-officiersopleidingen van de Luchtmacht Officiers en Kaderschool op de Vliegbasis Gilze-Rijen werd hij in 1969 geleide-wapen officier (Battery Control Officer HAWK (luchtdoelraket)). Hij vervulde gedurende vijf jaren diverse operationele commando-functies in Duitsland bij squadrons van de aldaar gestationeerde Geleide Wapens. Daarna werkte hij, eveneens in Duitsland, als personeelsofficier.

### Koninklijke Marechaussee
In 1976 werd hij op zijn verzoek eervol ontslagen als Kapitein (rang) van de Koninklijke Luchtmacht onder gelijktijdige benoeming bij de Koninklijke Marechaussee. Diverse plaatsingen bij de Koninklijke Marechaussee volgden, eerst als personeels- en logistiek officier in Arnhem, daarna in de operationele, uitvoerende dienst als officier toegevoegd bij het District Gelderland en later bij het District Zuid-Holland. In deze periode trad hij frequent op als eskadrons-commandant ten behoeve van grootschalig Mobiele Eenheid ME-optreden bij diverse spraakmakende gebeurtenissen  Ook was hij drie jaren kapitein-adjudant van de Commandant van het wapen der Koninklijke Marechaussee.
Vanaf 1983 was hij gedurende vier jaar Districtscommandant van het District Zuid-Holland. Daarna werd hij tewerkgesteld op de Staf Koninklijke Marechaussee te ‘s Gravenhage, waar hij eerst Hoofd van de Afdeling Operatien was, daarna werd hij Hoofd van de Afdeling Operationele Beleidsvoorbereiding. In 1992 werd hij bevorderd tot kolonel en verkreeg de functie van Directeur Beleidsvoorbereiding en Beheer van de Koninklijke Marechaussee. Hij zette in 1994 het Mobiel Toezicht Vreemdelingen op; later hernoemd in Mobiel Toezicht Veiligheid (MTV). Dat was een van de compenserende maatregelen voor het in 1985 gesloten Akkoord van Schengen, waarbij vanaf 1992 vrij verkeer van personen mogelijk werd. 
De Koninklijke Marechaussee voert aan de grens met Duitsland en België gerichte, steekproefsgewijze controles uit. De controles kunnen worden uitgevoerd op autowegen, in (internationale) treinen en op vaarwegen. Het mobiel toezicht vreemdelingen dient:
a) een bijdrage te leveren aan de bestrijding (van georganiseerde vormen) van illegale immigratie; de zogenoemde repressieve functie, en;
b) een bijdrage te leveren aan het voorkomen van illegale immigratie; de zogenoemde preventieve functie

### Generaal
In 1997 werd hij van kolonel bevorderd tot brigadegeneraal. In 1999 werd hij bij koninklijk besluit bevorderd tot Generaal-majoor en benoemd tot Bevelhebber der Koninklijke Marechaussee, tevens Commandant der Koninklijke Marechaussee. Hij was Gouverneur der Residentie, lid en voorzitter van de FIEP (gendarmerie-korpsen uit de hele wereld) en lid van de Raad van Korpschefs van politie. Op 7 januari 2004 verliet Neisingh de actieve dienst en droeg hij het commando over aan Generaal-majoor Minze Beuving.

### Post-militaire loopbaan
Na zijn functioneel leeftijdsontslag was hij strategisch adviseur voor de politie projectgroep Nederlands Voorzitterschap van de Europese Unie (onder leiding van Hoofdcommissaris Mr. J. Wiarda). Hij was in die periode voorzitter van enkele werkgroepen binnen de Europese Unie, onder meer op het gebied van EU-crisisbeheersing en van de bestrijding van illegale wapenhandel. Daarna gaf hij bij de politie leiding aan een fusie- en integratieproject van onderdelen betrokken bij internationale politiesamenwerking en aan een wapen-inleveractie.
In 2006 maakte de Volkskrant in een artikel melding van vermeende martelingen door Nederlandse troepen in Irak. De journalist had zich hiervoor onder meer gebaseerd op een met Neisingh gevoerd gesprek over het militaire straf- en tuchtrecht tijdens het buitenlands optreden van de Nederlandse krijgsmacht. Nadat de krant de identiteit van Neisingh had onthuld, kreeg de oud-generaal het verwijt dat hij zijn mond voorbij had gepraat.
Een belangrijke hobby van hem vormt de bunker-archeologie. Hij schreef o.m. het boek Duitse radar in Nederland 1940-1945 (2016), ook uitgegeven in het Engels German Radar in the Netherlands (1940-1945). Hij is actief binnen de Historische Vereniging Oud Wassenaer en binnen de Stichting Menno van Coehoorn , die zich ten doel stelt buiten gebruik zijnde verdedigingswerken, zoals forten en oude (water-)linies te beschermen. Hij was langdurig betrokken bij de Oorlogsgravenstichting en bij de Stichting Indisch Herinneringscentrum. Hij schrijft brochures over de geschiedenis van de Koninklijke Marechaussee, waaronder Nijmegen 1981, 'grootschalig geweld' (2024).

## Persoonlijk
Kees Neisingh is gehuwd, heeft een zoon en twee dochters.

## Onderscheidingen
- Ridder in de Orde van Oranje-Nassau
- Officierskruis
- Huwelijksmedaille 2002
- Marechausseemedaille
- Kruis voor betoonde marsvaardigheid
- Kruis van de Koninklijke Vereniging van Nederlandse Reserve-Officieren voor de Militaire Prestatietocht
- La médaille de la Gendarmerie Nationale van Frankrijk
- Grootofficier in de Orde van Verdienste van de Republiek Italië
- Grootofficier in de Orde van Verdienste van de Republiek Frankrijk
- Gran Cruz de la Frontera ‘Orden al Mérito de Gendarmeria Nacional Argentina’ (Grootkruis in de Orde van Verdienste van de Argentijnse Gendarmerie)